# Ewangelia Mateusza z dzieła Szem Toba
Ewangelia Mateusza z dzieła Szem Toba – najstarszy zachowany tekst Ewangelii Mateusza w języku hebrajskim. Powstał najpóźniej w drugiej połowie XIV wieku, a został zawarty w dziele ’Ewen Bōḥan (Kamień Wypróbowany). Autorem tego dzieła był hiszpański rabin żydowski, Szem Tob (Tow). Cechą charakterystyczną tej hebrajskiej Ewangelii jest występowanie w 20 miejscach nietypowego substytutu tetragramu imienia Bożego w postaci skrótu słowa ha-Šēm (Imię).

## Autor
Autorem tego antychrześcijańskiego polemicznego traktatu religijnego ’Ewen Bōḥan był Szem Tob ben Izaak ben Shaprut (ibn Shaprut), hiszpański Żyd żyjący w XIV wieku. Był on równocześnie lekarzem i filozofem, a także polemistą, co znalazło odbicie w jego traktacie religijnym. W swoim dziele często odwołując się do logiki Szem Tob podważa tezę, że Jezus jest Bogiem. Wysuwa również argumenty przeciw mesjańskiej roli Jezusa.
Jednakże Szem Tob nie tłumaczył tej wersji Ewangelii Mateusza na język hebrajski, lecz jedynie przepisał ją do swojego dzieła. Profesor George E. Howard, wykładowca religioznawstwa i języka hebrajskiego na University of Georgia w Athens (Stany Zjednoczone) na podstawie porównania zbieżnych wariantów tekstowych Ewangelii Mateusza od Szem Toba z rękopisami starosyryjskimi zauważa ich wzajemny związek. Dostrzegł on też liczne zbieżności tekstowe z innymi tekstami z IV wieku i wcześniejszymi. Z tego względu sugeruje, że oryginał hebrajskiej Ewangelia Mateusza (choć nie ta wersja, którą przepisał Szem Tob) sięga swoimi korzeniami pierwszych wieków chrześcijaństwa.

## Historia dzieła
Traktat ’Ewen Bōḥan został ukończony w 1380 roku oraz poprawiony w latach 1385 i 1400. Z tego względu pochodzący z tego dzieła polemicznego przekład Ewangelii Mateusza jest uważany za najstarszy zachowany przekład ksiąg Nowego Testamentu na język hebrajski. Stanowi ona XII księgę traktatu ’Ewen Bōḥan. Do roku 1987 uważano, że dzieło to powstało pierwotnie w języku greckim lub być może po łacinie, a dopiero później zostało przetłumaczone na hebrajski. Jednak w roku 1987 prof. George E. Howard udowodnił, że pierwotnym językiem dzieła był hebrajski.
Ewangelia Mateusza z dzieła Szem Toba doczekała się kilku tłumaczeń na język angielski, a także inne języki europejskie. Pierwszym tłumaczeniem na język angielski była Hebrew Gospel of Matthew prof. George’a E. Howarda wydana w roku 1987. W roku 2017 nakładem Wydawnictwa PETRUS ukazał się przekład Ewangelia św. Mateusza po hebrajsku w tłumaczeniu Eliezera Wolskiego (Eliyazara Ben Miqry), żydowskiego teologa i biblisty, sympatyka chasydyzmu. W tekście hebrajskim tłumacz wprowadził czcionkę, która stylizuje pismo hebrajskie używane w I wieku n.e. Innym przekładem tego dzieła na język polski będzie Ewangelia według Mateusza z dzieła Szem-Toba ’Ewen Bōḥan (Kamień Wypróbowany) w tłumaczeniu Grzegorza Kaszyńskiego. Przekładu tego dokonano z języka hebrajskiego z uwzględnieniem angielskiego przekładu prof. George’a E. Howarda (wyd. 1, 1987 & wyd. 2, 1995) oraz 22 innych przekładów ’Ewen Bōḥan bez bazowania na nich.

## Kwestia imienia Bożego

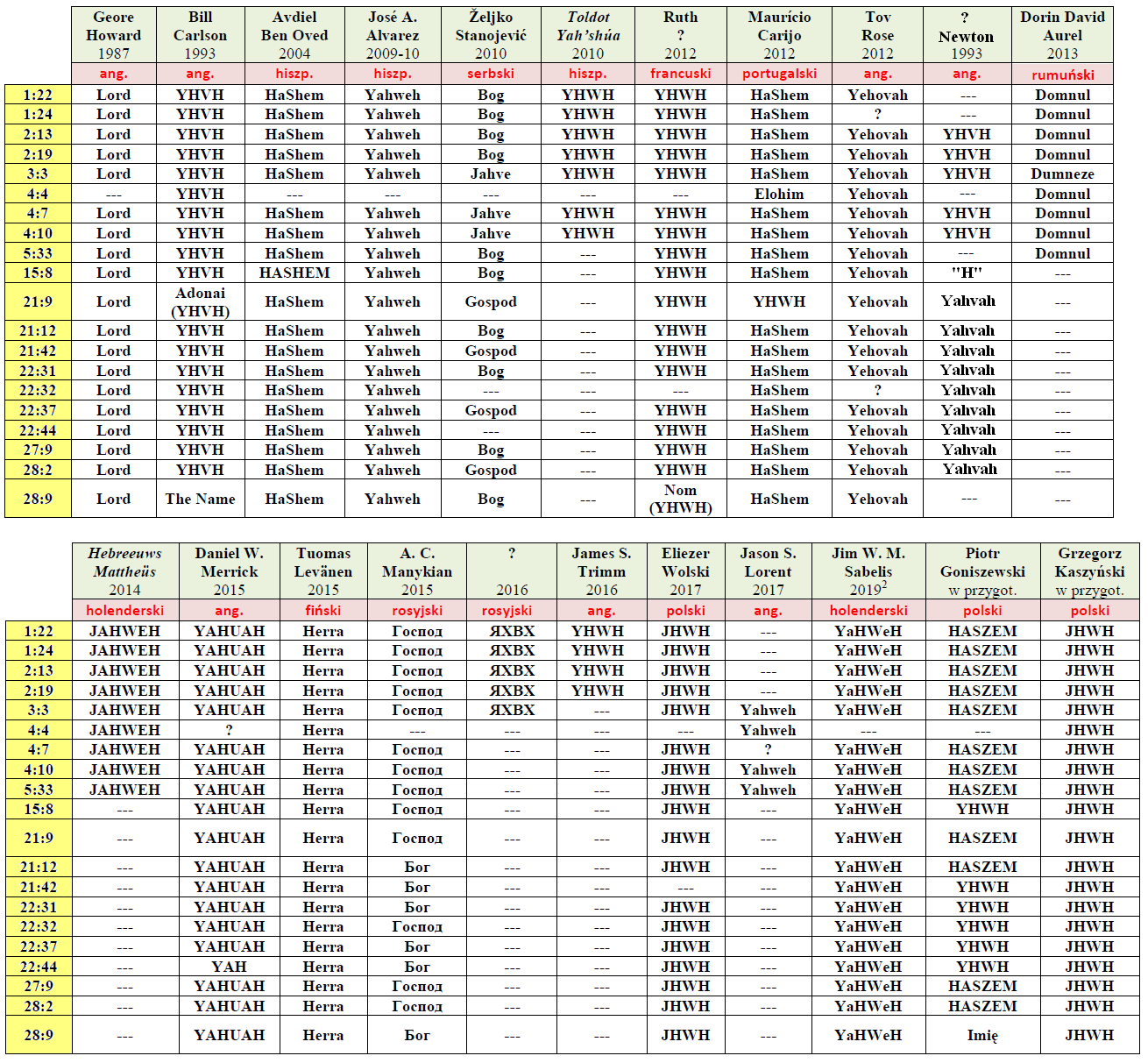

Przekład ten w 20 miejscach zawiera skrót słowa ha-Šēm, który funkcjonuje jako substytut tetragramu imienia Bożego יהוה (JHWH) w następujących miejscach: 1:22,24; 2:13,19; 3:3; 4:4,7,10; 5:33; 15:8; 21:9,12,42; 22:31,32,37,44; 27:9; 28:2,9. Termin ha-Šēm pojawia się nie tylko tam, gdzie Mateusz cytuje ze ST, ale również w typowo hebrajskich regularnych, narracyjnych frazach, w których obecność imienia Bożego była czymś naturalnym. Są to następujące miejsca: 1:22, 1:24, 2:13, 2:19, 21:12, 22:31, 28:2, 28:9. Natomiast w 22:32 termin ha-Šēm nie wchodzi w zakres cytatu ze Starego Testament (Księga Wyjścia 3:6), gdyż tekst hebrajski ma tu: Elohim, a nie tetragram.
Odnosząc się do terminu ha-Šēm prof. Howard wskazał, że imię Boże występuje w następujących sytuacjach:
- w bezpośrednich cytatach z Biblii hebrajskiej zawierających tetragram.
- we wprowadzeniach cytatów, na przykład:

1:22 „To wszystko, aby się spełniło to, co było napisane przez proroka według JHWH:”;
22:31 „Nie czytaliście odnośnie wskrzeszenia umarłych, co JHWH wam rzekł, mówiąc:”.
- w tradycyjnych zwrotach jak „anioł JHWH” lub „dom JHWH”:

2:13 „Oni poszli i oto posłaniec JHWH objawił się Josefowi:”;
2:19 „I stało się, że kiedy (król) Horodos umarł, posłaniec JHWH objawił się Josefowi we śnie w Micrajim”;
21:12 „Wstąpił Jeszua do Domu JHWH i znalazł tam kupujących i sprzedających”;
28:2 „Ziemia się zatrzęsła, ponieważ poseł JHWH zstąpił z niebios do grobu, przewrócił kamień i stanął.” (cytaty z przekł. Eliezera Wolskiego).
Angielskojęzyczny międzywierszowy przekład The Kingdom Interlinear Translation of the Greek Scriptures (1969) wydany przez Towarzystwo Strażnica, oficynę wydawniczą Świadków Jehowy, powołuje się na hebrajski tekst Ewangelii Mateusza z dzieła Szem Toba (oznaczony w tym dziele symbolem J²) jako dodatkowe uzasadnienie decyzji o wprowadzeniu imienia Bożego do tekstu głównego Nowego Testamentu Pisma Świętego w Przekładzie Nowego Świata. Powołano się tam również  na 20 innych przekładów NT w języku hebrajskim, które zawierają w tekście głównym tetragram יהוה.

## Niektóre unikalne warianty tekstowe
- 1:16 „Józefa ojca Marii” (tylko Ms. Opp. Add. 4° 111, pozostałe manuskrypty i tekst grecki: „Józefa męża Marii”);
- 23:2,3 „Na tronie Mojżesza zasiedli faryzeusze i uczeni, a teraz wszystko, co On [Mojżesz] wam powie – strzeżcie i czyńcie; ale nie ich nakazy i czyny, ponieważ oni mówią ale nie czynią” (tekst grecki sugeruje, że należy słuchać faryzeuszy lecz nie naśladować ich postępowania)[9];
- 28:19,20 „Idźcie i uczcie ich przestrzegać wszystkie słowa, które wam nakazałem, po czas niezmierzony.” (podobnie brzmienie zawiera 18 cytatów Euzebiusza sprzed soboru nicejskiego na którym sformułowano dogmat o Trójcy)[10].

## Ważniejsze rękopisy
Do czasów współczesnych zachowało się 28 rękopisów zawierających Ewangelię Mateusza od Szem Toba. Rękopisy te są datowane jako powstałe pomiędzy XV a XVII wiekiem. Do ważniejszych rękopisów należą:
- Ms. British Museum Library Add. No. 26964, Londyn
- Ms. Heb. 28, Rijksuniveriteit Library, Lejda, Holandia
- Ms. Mich. 119. Bodeleian Library, Oksford
- Ms. Oppenheim Add. 4° 72, Bodeleian Library, Oksford
- Ms. Oppenheim Add. 4° 111, Bodleian Library, Oksford
- Ms. 2209 (Marx 19), Library of the Jewish Theological Seminary of America, Nowy Jork
- Ms. 2234 (Marx 15), Library of the Jewish Theological Seminary of America, Nowy Jork
- Ms. 2279 (Marx 18), Library of the Jewish Theological Seminary of America, Nowy Jork
- Ms. 2426 (Marx 16), Library of the Jewish Theological Seminary of America, Nowy Jork
- Ms Vat.ebr.101, Biblioteca Apostolica Vaticana, Watykan

## Tłumaczenia Ewangelii Mateusza z dzieła Szem Toba
Ukazały się przekłady Ewangelii Mateusza z dzieła Szem Toba na kilka języków europejskich. Są to:
angielskie:
- Hebrew Gospel of Matthew, George E. Howard, 1985
- Messianic Natzratim Study Bible, Bill Carlson, 1993
- The Book of God: Matthew, Tov Rose, 2013
- Hebrew Matthew Shem Tov (PDF), ? Newton (adatmoadim.com), 2013
- Shem Tov’s Hebrew Matthew: Sacred Name Version, Daniel W. Merrick, 2015
- Hebrew Matthew, vol. One (Chapters 1–12), Jason S. Lorent, 2017

fiński:
- Evankeliumi Matteuksen mukaan – Shem Tob, Tuomas Levänen, 2015

francuski:
- Livre de Mattityahou d'apres le texte Hébreu Shem Tov, Ruth ...?... 2012
- Livre de Mattityahou Témoignage de Yéshoua, Jean Yves Hamon 2015

hiszpańskie:
- Toldot Iehoshua. La Historia de nuestro Rav el Mashiaj Iehoshua Ben Iosef de Natzrat por: Matityah HaLevi, Avdiel Ben Oved, 2004
- [Toldot Jeshua al-pi Matitjah] / Historia de Yeshúa Según Matityah, José Antonio Álvarez Rivera, 2009–2010
- Toldot Yah'shúa – Mateo hebreo de Shem Tov (obejmuje Mt 1:1–5:23), 2010?

holenderski:
- Hebreeuws Mattheüs (wersja online, rozdziały 1–9), 2014
- Het Evangelie van Mattheüs vanuit het Hebreeuws, Jim W. M. Sabelis, 2017

polskie:
- Ewangelia św. Mateusza po hebrajsku, Eliezer Wolski, 2017

w przygotowaniu:
- Ewangelia według Mateusza z dzieła Szem-Toba ’Ewen Bōḥan (Kamień Wypróbowany) – wydanie z tekstem hebrajskim, przypisami, Dodatkiem Analitycznym oraz uwypukleniem różnic wobec kanonicznego tekstu, Grzegorz Kaszyński
- Hebrajska Ewangelia według św. Mateusza (Shem Tob), Piotr Goniszewski

portugalskie:
- Evangelho segundo Matityah Shem Tov: História de Yeshu Segundo Matityah de Shem Tov Ben Isaac, Maurício Carijo, 2012
- Torat Yehoshua Segundo o Evangelho Hebraico de Mateus (wraz z tekstem hebrajskim), Bruno Summa, 2019

rosyjskie:
- Евангелие от Матфея на иврите в издании Шем-Това ибн-Шапрута (с параллельным русским переводом), A.С. Manykian (Манукян), Dniepropietrowsk 2015
- Еврейское Евангелие от Матфея переданное Шем-Товом (obejmuje Mt 1–3), Eliseus?, 2016

rumuński:
- Shem Tov Evanghelia Mathyahu ebraic-română-text online, Obedeya Dorin David Aurel Ben Aharon Cohen (rozdziały 1–12), 2013

serbski:
- Jevanđelje po Mateju: preveo sa hebrejskog pdf, Željko Stanojević, 2010